# Себастьян, Катберт
Сэр Катберт Монтрейвилл Себастьян (англ. Cuthbert Montraville Sebastian; 22 октября 1921, Бастер, Сент-Китс, колония Наветренные острова, Британская империя — 25 марта 2017, Бастер, Сент-Китс и Невис) — государственный деятель островов Сент-Китс и Невис, генерал-губернатор Сент-Китса и Невиса (1996—2013).

## Биография
Родился в семье основателя рабочего движения на Сент-Китсе Джозефа Мэтью Себастьяна, который избирался членом Законодательного и Исполнительного советов Сент-Кристофер-Невис-Ангилья до своей смерти в 1944 году, и Инес Вероники Себастьян (урожденной Ходж). 
Окончил университете Маунт-Эллисон, Нью-Брансуик с присвоением степени бакалавра наук. В 1958 году окончил Университет Дэлхаузи в Галифаксе, Новая Шотландия, где он изучал медицину и окончил его со степенью доктора медицины (MDCM) и врачебной квалификацией «хирург».
Во время Второй мировой войны служил стрелком в составе королевских ВВС Канады в звании капитана (хирурга) в силах обороны Сент-Китса и Невиса. 
Поступил на работу в Государственную медицинскую службу, работал окружным врачом на Сент-Китсе, Невисе и Ангилье. Был специалистом  по различным медицинским квалификациям: преподавателем, химиком, фармацевтом, лаборантом, старшим фармацевтом, медицинским суперинтендантом и акушером-гинекологом. С 1962 по 1966 год он проходил обучение в Королевском лазарете Данди, Шотландия, в акушерстве и гинекологии.  Являлся местным врачом его Королевского Высочества принца Уэльского (Принц Чарльз) во время визита его на Сент-Китс в 1973 году по случаю открытия недавно восстановленного Бастиона Принца Уэльского. Кроме того, он был личным хирургом премьер-министра Сент-Кристофер-Невис-Ангильи Роберта Ллевеллина Брэдшоу.
С 1980 по 1983 год занимал пост руководителя Департамента здравоохранения Сент-Китс и Невиса.
В 1996—2013 годах — генерал-губернатор Сент-Китса и Невиса. На этом посту 3 марта 2012 года приветствовал графа и графиню Уэссекских во время их визита в Сент-Китс и Невисе в рамках алмазного юбилея Елизаветы II.
С 30 июля 2009 года после отставки президента Фиджи — Хосефы Илойлы и до 1 января 2013 года то есть до своей отставки с поста генерал-губернатора, являлся самым пожилым действующим главой государства на планете.
Умер в своём доме 25 марта 2017 года на Сент-Китсе в возрасте 95 лет.

## Награды и звания
Офицер ордена Британской империи (1969). В 1996 году был награждён королевой Елизаветой II Большим Крестом самого ордена Святого Михаила и Святого Георгия. Также являлся Рыцарем Справедливости Славнейшего ордена Госпиталя святого Иоанна Иерусалимского.
В 1998 году был удостоен почётной докторской степени в области права Университета Дэлхаузи, а в 2005 году почётной докторской степени в Университета Маунт-Эллисон. В марте 2001 года он становится Почётным членом Королевского колледжа хирургов Англии, а в июле 2002 года — Шотландии, а также почетным доктором Университета Вест-Индии на Барбадосе.
В 2005 году Геральдическая палата Великобритании предоставила ему личный герб.

## Семья
Имел трёх сыновей и трёх дочерей.